# Moema pepotei
Moema pepotei är en fiskart som beskrevs av Costa, 1993. Moema pepotei ingår i släktet Moema och familjen Rivulidae. Inga underarter finns listade i Catalogue of Life.